# Кизомба (танец)
Кизомба  (порт. kizomba) — современный городской популярный парный танец, а также музыкальный жанр. Музыка кизомбы возникла как смесь музыки традиционной ангольской сембы и карибского зука: из-за похожести ритма музыкальный стиль кизомба иногда путают с последним. Кизомба — чувственный, романтичный танец.

## Происхождение и развитие
Слово «кизомба» на языке кимбунду означает «вечеринка», «праздник». В современном португальском языке за понятием «кизомба» фиксируется женский род и следующие значения: африканский ритм ангольского происхождения; танец, исполняемый под такой ритм; в Анголе имеет значения «батуке» и «праздник», «развлечение».
Танец кизомба зародился в столице Анголы Луанде в начале 80-х годов XX века под влиянием традиционных танцев семба и меренге. В отличие от сембы, музыкальное сопровождение и танцевальные движения кизомбы характеризуются более медленным и, как правило, весьма романтическим ритмом.
Считается, что танец возник на праздниках «кизомбадаш» (kizombadas), а выделение из медленной сембы в самостоятельный вид вызревало на протяжении десятилетий 70-х и 80-х годов XX века. Само слово «кизомба» впервые в Анголе на португальском языке употребил барабанщик группы «S.O.S» Биби.
Французская исследовательница африканской культуры Сильвия Клерфёль (Sylvie Clerfeulle) разделяет широко распространённое мнение о том, что кизомба произошла от стиля зук, и молодые ангольские музыканты, переняв элементы зук, создали ангольскую кизомбу.
Подтверждая свои слова, Сильвия Клерфёль писала: «В 80-х годах прошлого столетия мода на новый стиль зук пришла в Анголу, где вся молодёжь танцевала под музыку групп „Малавуа“ (Malavoi), „Газолин“ (Gazolin) и „Кассав“ (Kassav), которые выступили в стране в триумфальном турне». С. Клерфёль употребляла слово «кизомба» на французском языке в мужском роде — «le kizomba».
Важно при этом, что «Zouk» переводится с языка французских креолов как «вечеринка» или «фестиваль».
Однако Наго Сек (Nago Seck), употребляя слово «кизомба» на французском языке в женском роде — «la kizomba», считает, что родившаяся в Анголе кизомба, которую называют «африканским танго», родственна зуку' и существует в четырёх разновидностях по странам: Ангола, Кабо Верде, Гвинея-Бисау и Португалия.
Ангольцы же признают только вариант кизомбы своей родной страны. Мнение вполне оправдано при сравнении исполнения танца ангольцами и европейцами. Случаи изменений европейцами аутентичных танцев встречались при импорте в Европу бразильского машише и самбы.
Адебайо Ойебаде (Adebayo Oyebade) писал о таррашинье следующее: «Партнёры исполняют танец в более тесном контакте, их объятия более чувственны, а движения ещё медленнее, чем в кизомбе. Танцоры почти не двигаются. Таррашинья широко распространена среди молодых ангольцев». Однако многими жителями Анголы этот танец воспринимается как неприличный.
Учитывая, что Ангола была португальской колонией, и португальский язык в этой стране является государственным, многие песни, под которые танцуют кизомбу, исполняются на португальском языке.
В настоящее время как в португалоязычных странах, так и по всему миру очень трудно провести различия между музыкальным сопровождением и танцевальными движениями зук и кизомбы: все эти стили называются кизомбас. Однако стоит заметить, что песни в стиле зук исполняются на французском языке, а кизомба — на португальском.
Стив Мидлтон (Steve Middleton) отмечает, что кизомба отличается от сальсы и других латиноамериканских танцев.

## Культурное влияние
Влияние ангольской кизомбы ощущается не только в большинстве португалоговорящих африканских стран, но и в самой Португалии (особенно в Лиссабоне и пригородах, таких как Амадора или Алмаде). В настоящее время кизомба также довольно популярна среди белых людей, её танцуют на специализированных дискотеках. Начиная с 2005—2010 годов кизомба набирает популярность на сальса-фестивалях и становится одним из изучаемых на них танцев. В настоящее время (2014 год) основным центром распространения танца кизомба являются Франция и Португалия.